# Podsavezna nogometna liga Rijeka 1968./69.
Podsavezna nogometna liga Rijeka (također i kao Riječka podsavezna liga, Liga Riječkog nogometnog podsaveza) je bila liga četvrtog stupnja nogometnog prvenstva Jugoslavije u sezoni 1968./69. 
 
Liga je igrana u dvije skupine: 
- Goranska skupina – 9 klubova, prvak Željezničar" iz Srpskih Moravica
- Primorska skupina – 13 klubova, prvak "Mladost" iz Kraljevice

## Goranska skupina
Sudionici
- Goranin II Delnice ( van konkurencije )
- Goranka Ravna Gora
- Mladost Lič
- Mrkopalj
- Omladinac Vrata
- Partizan Gomirje
- Risnjak Lokve
- Vrbovsko
- Željezničar Srpske Moravice ( Srpske Moravice – tadašnji naziv za Moravice )

Ljestvica
Nepotpuna ljestvica nakon 13. kola: 
```
mj.  klub                          ut pon ner por golovi bod   
 1.  Željezničar Srpske Moravice   13 10   1   2 
 2.  Risnjak Lokve                 13   8   2   3 
 3.  Omladinac Vrata               13   8   0   5  
 4.  Mladost Lič                   13   8   0   5  
 5.  Vrbovsko                      13   5   2   6   
 6.  Mrkopalj                      14   6   0   8           
 7.  Goranka Ravna Gora            13   5   1   8    
 8.  Partizan Gomirje              13   0   0 13                  odustali u drugom dijelu 
     Goranin II Delnice            15   5   3   7                  van konkurencije
```

Prvak: Željezničar Srpske Moravice
Rezultatska križaljka
| kratica | klub                        | GORK | MLA | MRK | OML | PAR | RIS | VRB | ŽELJ | GORI |
| --- | --------------------------- | ---- | --- | --- | --- | --- | --- | --- | ---- | ---- |
| GORK | Goranka Ravna Gora          |      |     |     |     |     |     |     |      |      |
| MLA | Mladost Lič                 |      |     |     |     |     |     |     |      |      |
| MRK | Mrkopalj                    |      |     |     |     |     |     |     |      |      |
| OML | Omladinac Vrata             |      |     |     |     |     |     |     |      |      |
| PAR | Partizan Gomirje            |      |     |     |     |     |     |     |      |      |
| RIS | Risnjak Lokve               |      |     |     |     |     |     |     |      |      |
| VRB | Vrbovsko                    |      |     |     |     |     |     |     |      |      |
| ŽELJ | Željezničar Srpske Moravice |      |     |     |     |     |     |     |      |      |
| GORI | Goranin II Delnice          |      |     |     |     |     |     |     |      |      |
| |                             |      |     |     |     |     |     |     |      |      |
| podebljan rezultat - utakmice od 1. do 9. kola (1. utakmica između klubova) rezultat normalne debljine - utakmice od 10. do 18. kola (2. utakmica između klubova) rezultat nakošen - nije vidljiv redoslijed odigravanja međusobnih utakmica iz dostupnih izvora rezultat smanjen * - iz dostupnih izvora nije uočljiv domaćin susreta prekrižen rezultat - poništena ili brisana utakmica p - utakmica prekinuta 3:0 p.f. / 0:3 p.f. - rezultat 3:0 bez borbe |                             |      |     |     |     |     |     |     |      |      |

 Izvori:

## Primorska skupina
Ljestvica
| mj. | klub                     | ut. | pob. | ner. | por. | gol+ | gol- | bod |
| --- | ------------------------ | --- | ---- | ---- | ---- | ---- | ---- | --- |
| 1.  | Mladost Kraljevica       | 24  | 18   | 3    | 3    | 86   | 42   | 39  |
| 2.  | Lučki radnik Rijeka      | 24  | 17   | 3    | 4    | 102  | 33   | 37  |
| 3.  | Klana                    | 24  | 13   | 6    | 5    | 69   | 42   | 32  |
| 4.  | Pomorac Kostrena         | 24  | 13   | 4    | 7    | 86   | 43   | 30  |
| 5.  | Rječina Dražice          | 24  | 13   | 4    | 7    | 46   | 29   | 30  |
| 6.  | Borac Bakar              | 24  | 11   | 4    | 9    | 57   | 49   | 26  |
| 7.  | Elektroprimorje Rijeka   | 24  | 10   | 4    | 10   | 61   | 54   | 24  |
| 8.  | BSK Bribir               | 24  | 7    | 8    | 9    | 38   | 56   | 22  |
| 9.  | Draga (Mošćenička Draga) | 24  | 8    | 4    | 12   | 44   | 57   | 20  |
| 10. | Krasica                  | 24  | 6    | 3    | 15   | 56   | 93   | 15  |
| 11. | Primorje Rijeka          | 24  | 6    | 3    | 15   | 50   | 91   | 15  |
| 12. | Krk                      | 24  | 5    | 3    | 16   | 43   | 98   | 13  |
| 13. | Rikard Benčić Rijeka     | 24  | 2    | 3    | 19   | 29   | 97   | 7   |

- "Krk" nastupao i pod nazivom "Partizan"

Rezultatska križaljka
| kratica | klub                     | BOR | BSK | DRA | ELE | KLA | KRA | KRK | LUR | MLA | POM | PRI | RIB | RJE |
| --- | ------------------------ | --- | --- | --- | --- | --- | --- | --- | --- | --- | --- | --- | --- | --- |
| BOR | Borac Bakar              |     |     |     |     |     |     |     |     |     |     |     |     |     |
| BSK | BSK Bribir               |     |     |     |     |     |     |     |     |     |     |     |     |     |
| DRA | Draga (Mošćenička Draga) |     |     |     |     |     |     |     |     |     |     |     |     |     |
| ELE | Elektroprimorje Rijeka   |     |     |     |     |     |     |     |     |     |     |     |     |     |
| KLA | Klana                    |     |     |     |     |     |     |     |     |     |     |     |     |     |
| KRA | Krasica                  |     |     |     |     |     |     |     |     |     |     |     |     |     |
| KRK | Krk / Partizan           |     |     |     |     |     |     |     |     |     |     |     |     |     |
| LUR | Lučki radnik Rijeka      |     |     |     |     |     |     |     |     |     |     |     |     |     |
| MLA | Mladost Kraljevica       |     |     |     |     |     |     |     |     |     |     |     |     |     |
| POM | Pomorac Kostrena         |     |     |     |     |     |     |     |     |     |     |     |     |     |
| PRI | Primorje Rijeka          |     |     |     |     |     |     |     |     |     |     |     |     |     |
| RIB | Rikard Benčić Rijeka     |     |     |     |     |     |     |     |     |     |     |     |     |     |
| RJE | Rječina Dražice          |     |     |     |     |     |     |     |     |     |     |     |     |     |
| |                          |     |     |     |     |     |     |     |     |     |     |     |     |     |
| podebljan rezultat - utakmice od 1. do 13. kola (1. utakmica između klubova) rezultat normalne debljine - utakmice od 14. do 26. kola (2. utakmica između klubova) rezultat nakošen - nije vidljiv redoslijed odigravanja međusobnih utakmica iz dostupnih izvora rezultat smanjen * - iz dostupnih izvora nije uočljiv domaćin susreta prekrižen rezultat - poništena ili brisana utakmica p - utakmica prekinuta 3:0 p.f. / 0:3 p.f. - rezultat 3:0 bez borbe |                          |     |     |     |     |     |     |     |     |     |     |     |     |     |

 Izvori:

## Unutarnje poveznice
- Riječko-pulska zona 1968./69.